# María Concepción César
María Concepción César, geboren als Concepción María Cesarano, (geboren am 25. Oktober 1926 in Buenos Aires, Argentinien; gestorben am 26. Juli 2018 ebenda) war eine argentinische Filmschauspielerin, Sängerin und Tänzerin.

## Leben
Sie studierte am Nationalen Konservatorium für szenische Kunst in Buenos Aires unter der Leitung von Antonio Cunill Cabanellas und gab ihr Filmdebüt im Alter von 20 Jahren mit einer kurzen Rolle im Film Pampa bárbara (Regisseur Lucas Demare). Zwischen den 50er und 70er Jahren spielte sie in verschiedenen Filmen mit. Im Theater trat sie auf den wichtigsten Bühnen des Landes auf. Zu ihren Auszeichnungen zählen der Premio Konex und eine Auszeichnung für ihr Lebenswerk beim Festival Internacional de Mar de Plata.

## Filmografie

### Filme
- 1945: Pampa bárbara
- 1946: Inspiración
- 1949: Pantalones cortos
- 1949: El nieto de Congreve
- 1949: El hijo de la calle
- 1950: El crimen de Oribe
- 1950: La barra de la esquina
- 1950: El regreso
- 1952: El infortunado Fortunato
- 1954: María Magdalena
- 1955: La simuladora
- 1958: Rosaura a las 10
- 1960: The Stepmother
- 1966: Hotel alojamiento
- 1972: Todos los pecados del mundo
- 1975: Los chantas
- 1986: El hombre que ganó la razón
- 2000: The Adventures of God

### TV-Serien
- 1965: Su comedia favorita
- 1965: Show Standard Electric (Mini-Serie, 9 Folgen)
- 1968: Sábados de la bondad (3 Folgen)
- 1974: Copacabana Club
- 1970–1974: Alta comedia (4 Folgen)
- 1970 bis 1974: Amelia (4 Folgen)
- 1978: Vos y yo, toda la vida (19 Folgen)
- 1979: Chau, amor mío (20 Folgen)
- 1981: Restaurant Concert (3 Folgen)
- 1981: Las 24 horas (1 Folge)
- 1981: Comedias para vivir (1 Folge)
- 1982: Los exclusivos del Nueve (1 Folge)
- 1984: Amo y señor (175 Folgen)
- 1985: Duro como la roca... frágil como el cristal
- 1985: Norma Díaz de Ramos (39 Folgen)
- 1987: Grecia (153 Folgen)
- 1988: Amándote (112 Folgen)
- 1991: Regalo del cielo (190 Folgen)
- 1994: Con alma de tango (3 Folgen)
- 1994: Shusheta (3 Folgen)
- 1996: La nena (120 Folgen)
- 1997: Mother for 2 (122 Folgen)
- 1998: Señoras sin señores (3 Folgen)
- 1996–1998: Verdad consecuencia (130 Folgen)
- 2005: Amor en custodia (1 Folge)
- 2011: Tiempo de pensar (1 Folge)
- 2013: Qitapenas (30 Folgen)

### Movie
- 1974: Separate Tables
- 1970: El Tabarís, lleno de estrellas

(TV Movie)
- 2012: Ann Shankland